# Elecciones legislativas de Argentina de 2007
Las elecciones legislativas de Argentina de 2007 se llevaron a cabo el 28 de octubre de dicho año, conjuntamente con las elecciones a Presidente de la Nación.

## Cargos a elegir
| Provincia              | Cámara de Diputados | Cámara de Diputados | Senado    | Senado    |
| Provincia              | Diputados           | A renovar           | Senadores | A renovar |
| ---------------------- | ------------------- | ------------------- | --------- | --------- |
| Buenos Aires           | 70                  | 35                  | 3         | —         |
| Ciudad de Buenos Aires | 25                  | 12                  | 3         | 3         |
| Catamarca              | 5                   | 2                   | 3         | —         |
| Chaco                  | 7                   | 3                   | 3         | 3         |
| Chubut                 | 5                   | 3                   | 3         | —         |
| Córdoba                | 18                  | 9                   | 3         | —         |
| Corrientes             | 7                   | 4                   | 3         | —         |
| Entre Ríos             | 9                   | 4                   | 3         | 3         |
| Formosa                | 5                   | 3                   | 3         | —         |
| Jujuy                  | 6                   | 3                   | 3         | —         |
| La Pampa               | 5                   | 2                   | 3         | —         |
| La Rioja               | 5                   | 3                   | 3         | —         |
| Mendoza                | 10                  | 5                   | 3         | —         |
| Misiones               | 7                   | 4                   | 3         | —         |
| Neuquén                | 5                   | 2                   | 3         | 3         |
| Río Negro              | 5                   | 3                   | 3         | 3         |
| Salta                  | 7                   | 4                   | 3         | 3         |
| San Juan               | 6                   | 3                   | 3         | —         |
| San Luis               | 5                   | 2                   | 3         | —         |
| Santa Cruz             | 5                   | 2                   | 3         | —         |
| Santa Fe               | 19                  | 10                  | 3         | —         |
| Santiago del Estero    | 7                   | 4                   | 3         | 3         |
| Tierra del Fuego       | 5                   | 3                   | 3         | 3         |
| Tucumán                | 9                   | 5                   | 3         | —         |
| Total                  | 257                 | 130                 | 72        | 24        |

## Resultados generales

### Cámara de Diputados
|  | 29,50 % |

|  | 2,93 % |

|  | 1,46 % |

|  | 1,31 % |

|  | 1,29 % |

|  | 1,05 % |

|  | 0,95 % |

|  | 0,88 % |

|  | 0,82 % |

|  | 0,77 % |

|  | 0,77 % |

|  | 0,65 % |

|  | 0,57 % |

|  | 0,45 % |

|  | 0,41 % |

|  | 0,33 % |

|  | 0,30 % |

|  | 0,27 % |

|  | 0,25 % |

|  | 0,18 % |

|  | 0,18 % |

|  | 0,18 % |

|  | 0,15 % |

|  | 0,13 % |

|  | 0,11 % |

|  | 0,09 % |

|  | 0,07 % |

|  | 0,07 % |

|  | 0,05 % |

|  | 0,03 % |

|  | 0,01 % |

|  | 0,01 % |

|  | 0,00 % |

|  | 46,21 % |

|  | 9,77 % |

|  | 5,58 % |

|  | 2,77 % |

|  | 0,38 % |

|  | 0,13 % |

|  | 0,07 % |

|  | 0,05 % |

|  | 0,04 % |

|  | 0,04 % |

|  | 0,03 % |

|  | 18,83 % |

|  | 6,54 % |

|  | 1,40 % |

|  | 1,15 % |

|  | 1,08 % |

|  | 1,00 % |

|  | 0,90 % |

|  | 0,51 % |

|  | 0,40 % |

|  | 0,36 % |

|  | 0,34 % |

|  | 0,30 % |

|  | 0,21 % |

|  | 0,19 % |

|  | 0,14 % |

|  | 0,13 % |

|  | 0,13 % |

|  | 0,11 % |

|  | 0,10 % |

|  | 0,08 % |

|  | 0,06 % |

|  | 0,03 % |

|  | 15,16 % |

|  | 3,47 % |

|  | 1,36 % |

|  | 0,81 % |

|  | 0,17 % |

|  | 0,13 % |

|  | 0,10 % |

|  | 0,04 % |

|  | 0,02 % |

|  | 6,09 % |

|  | 1,73 % |

|  | 1,24 % |

|  | 0,76 % |

|  | 0,70 % |

|  | 0,33 % |

|  | 0,17 % |

|  | 0,17 % |

|  | 0,09 % |

|  | 0,09 % |

|  | 0,05 % |

|  | 0,02 % |

|  | 0,02 % |

|  | 0,01 % |

|  | 0,01 % |

|  | 0,00 % |

|  | 5,37 % |

|  | 1,05 % |

|  | 0,74 % |

|  | 0,17 % |

|  | 1,95 % |

|  | 0,32 % |

|  | 0,30 % |

|  | 0,14 % |

|  | 0,12 % |

|  | 0,04 % |

|  | 0,04 % |

|  | 0,04 % |

|  | 0,04 % |

|  | 0,02 % |

|  | 0,01 % |

|  | 0,00 % |

|  | 0,00 % |

|  | 1,08 % |

|  | 0,91 % |

|  | 0,87 % |

|  | 0,01 % |

|  | 0,88 % |

|  | 0,67 % |

|  | 0,02 % |

|  | 0,01 % |

|  | 0,70 % |

|  | 0,38 % |

|  | 0,08 % |

|  | 0,02 % |

|  | 0,48 % |

|  | 0,32 % |

|  | 0,05 % |

|  | 0,03 % |

|  | 0,02 % |

|  | 0,02 % |

|  | 0,02 % |

|  | 0,01 % |

|  | 0,47 % |

|  | 0,28 % |

|  | 0,28 % |

|  | 0,19 % |

|  | 0,15 % |

|  | 0,11 % |

|  | 0,09 % |

|  | 0,07 % |

|  | 0,07 % |

|  | 0,06 % |

|  | 0,05 % |

|  | 0,04 % |

|  | 0,04 % |

|  | 0,04 % |

|  | 0,04 % |

|  | 0,04 % |

|  | 0,04 % |

|  | 0,04 % |

|  | 0,03 % |

|  | 0,03 % |

|  | 0,03 % |

|  | 0,03 % |

|  | 0,02 % |

|  | 0,02 % |

|  | 0,01 % |

|  | 0,01 % |

|  | 0,01 % |

|  | 0,01 % |

|  | 0,01 % |

|  | 0,01 % |

|  | 0,01 % |

|  | 0,01 % |

|  | 0,01 % |

|  | 0,00 % |

|  | 0,00 % |

|  | 0,00 % |

|  | 0,00 % |

|  | 87,48 % |

|  | 11,42 % |

|  | 1,11 % |

|  | 76,21 % |

|  | 100 % |

### Senado
|  | 13,89 % |

|  | 12,58 % |

|  | 5,39 % |

|  | 4,48 % |

|  | 4,21 % |

|  | 1,91 % |

|  | 0,83 % |

|  | 0,78 % |

|  | 0,63 % |

|  | 0,32 % |

|  | 0,18 % |

|  | 0,12 % |

|  | 45,33 % |

|  | 12,47 % |

|  | 3,28 % |

|  | 2,72 % |

|  | 1,03 % |

|  | 0,18 % |

|  | 0,17 % |

|  | 0,06 % |

|  | 19,91 % |

|  | 5,64 % |

|  | 3,47 % |

|  | 2,50 % |

|  | 1,85 % |

|  | 0,54 % |

|  | 0,31 % |

|  | 14,30 % |

|  | 5,97 % |

|  | 0,40 % |

|  | 0,11 % |

|  | 6,48 % |

|  | 1,40 % |

|  | 1,20 % |

|  | 0,97 % |

|  | 0,62 % |

|  | 0,36 % |

|  | 0,04 % |

|  | 0,03 % |

|  | 0,01 % |

|  | 4,63 % |

|  | 2,98 % |

|  | 1,21 % |

|  | 1,07 % |

|  | 0,98 % |

|  | 0,05 % |

|  | 1,03 % |

|  | 0,74 % |

|  | 0,07 % |

|  | 0,81 % |

|  | 0,37 % |

|  | 0,17 % |

|  | 0,05 % |

|  | 0,60 % |

|  | 0,33 % |

|  | 0,08 % |

|  | 0,04 % |

|  | 0,04 % |

|  | 0,02 % |

|  | 0,48 % |

|  | 0,25 % |

|  | 0,18 % |

|  | 0,04 % |

|  | 0,22 % |

|  | 0,15 % |

|  | 0,11 % |

|  | 0,08 % |

|  | 0,06 % |

|  | 0,06 % |

|  | 0,05 % |

|  | 0,05 % |

|  | 0,04 % |

|  | 0,03 % |

|  | 0,02 % |

|  | 0,00 % |

|  | 0,00 % |

|  | 91,00 % |

|  | 7,80 % |

|  | 1,20 % |

|  | 73,93 % |

|  | 100 % |

## Resultados por distrito

### Cámara de Diputados
|  | 43,02 % |

|  | 25,88 % |

|  | 10,27 % |

|  | 6,17 % |

|  | 3,75 % |

|  | 3,72 % |

|  | 1,96 % |

|  | 1,58 % |

|  | 1,43 % |

|  | 1,17 % |

|  | 0,86 % |

|  | 0,84 % |

|  | 0,66 % |

|  | 0,39 % |

|  | 0,37 % |

|  | 0,24 % |

|  | 0,24 % |

|  | 0,23 % |

|  | 0,17 % |

|  | 0,14 % |

|  | 0,11 % |

|  | 0,10 % |

|  | 0,09 % |

|  | 0,03 % |

|  | 0,01 % |

|  | 85,17 % |

|  | 13,90 % |

|  | 0,93 % |

|  | 79,05 % |

|  | 100 % |

|  | 15,29 % |

|  | 14,00 % |

|  | 13,44 % |

|  | 12,73 % |

|  | 8,71 % |

|  | 7,30 % |

|  | 5,81 % |

|  | 4,34 % |

|  | 3,67 % |

|  | 2,76 % |

|  | 2,66 % |

|  | 2,27 % |

|  | 1,85 % |

|  | 1,46 % |

|  | 0,66 % |

|  | 0,45 % |

|  | 0,22 % |

|  | 0,16 % |

|  | 0,05 % |

|  | 0,43 % |

|  | 0,37 % |

|  | 0,30 % |

|  | 0,26 % |

|  | 0,25 % |

|  | 0,23 % |

|  | 0,21 % |

|  | 0,20 % |

|  | 0,15 % |

|  | 0,15 % |

|  | 0,05 % |

|  | 0,01 % |

|  | 93,75 % |

|  | 4,93 % |

|  | 1,31 % |

|  | 75,54 % |

|  | 100 % |

|  | 31,18 % |

|  | 20,67 % |

|  | 16,71 % |

|  | 10,22 % |

|  | 7,02 % |

|  | 6,81 % |

|  | 3,53 % |

|  | 1,55 % |

|  | 1,05 % |

|  | 0,72 % |

|  | 0,53 % |

|  | 89,05 % |

|  | 10,24 % |

|  | 0,71 % |

|  | 66,44 % |

|  | 100 % |

|  | 49,33 % |

|  | 27,81 % |

|  | 17,20 % |

|  | 3,37 % |

|  | 0,91 % |

|  | 0,55 % |

|  | 0,43 % |

|  | 0,40 % |

|  | 92,47 % |

|  | 7,02 % |

|  | 0,50 % |

|  | 72,32 % |

|  | 100 % |

|  | 53,28 % |

|  | 17,16 % |

|  | 12,75 % |

|  | 12,06 % |

|  | 2,07 % |

|  | 1,11 % |

|  | 1,02 % |

|  | 0,54 % |

|  | 89,51 % |

|  | 8,66 % |

|  | 1,83 % |

|  | 76,95 % |

|  | 100 % |

|  | 22,80 % |

|  | 17,94 % |

|  | 16,43 % |

|  | 4,44 % |

|  | 4,40 % |

|  | 8,84 % |

|  | 7,80 % |

|  | 7,63 % |

|  | 6,17 % |

|  | 4,20 % |

|  | 1,91 % |

|  | 0,46 % |

|  | 0,30 % |

|  | 0,28 % |

|  | 0,23 % |

|  | 0,20 % |

|  | 0,18 % |

|  | 1,66 % |

|  | 1,17 % |

|  | 1,05 % |

|  | 0,60 % |

|  | 0,56 % |

|  | 0,44 % |

|  | 0,40 % |

|  | 0,39 % |

|  | 91,93 % |

|  | 6,73 % |

|  | 1,34 % |

|  | 71,95 % |

|  | 100 % |

|  | 13,72 % |

|  | 9,38 % |

|  | 4,30 % |

|  | 2,43 % |

|  | 2,33 % |

|  | 1,73 % |

|  | 33,90 % |

|  | 10,66 % |

|  | 4,80 % |

|  | 0,41 % |

|  | 15,88 % |

|  | 15,87 % |

|  | 6,78 % |

|  | 5,76 % |

|  | 4,39 % |

|  | 1,26 % |

|  | 5,65 % |

|  | 5,17 % |

|  | 3,15 % |

|  | 1,22 % |

|  | 0,52 % |

|  | 1,74 % |

|  | 0,80 % |

|  | 0,61 % |

|  | 1,42 % |

|  | 1,25 % |

|  | 1,06 % |

|  | 0,87 % |

|  | 0,56 % |

|  | 0,54 % |

|  | 0,38 % |

|  | 0,03 % |

|  | 87,89 % |

|  | 10,83 % |

|  | 1,28 % |

|  | 70,89 % |

|  | 100 % |

|  | 47,12 % |

|  | 18,51 % |

|  | 18,00 % |

|  | 9,47 % |

|  | 1,89 % |

|  | 1,15 % |

|  | 1,11 % |

|  | 0,87 % |

|  | 0,78 % |

|  | 0,56 % |

|  | 0,44 % |

|  | 0,10 % |

|  | 92,46 % |

|  | 6,43 % |

|  | 1,11 % |

|  | 77,20 % |

|  | 100 % |

|  | 75,70 % |

|  | 16,12 % |

|  | 0,28 % |

|  | 16,40 % |

|  | 5,23 % |

|  | 1,32 % |

|  | 0,48 % |

|  | 0,38 % |

|  | 0,29 % |

|  | 0,22 % |

|  | 87,60 % |

|  | 11,60 % |

|  | 0,81 % |

|  | 70,98 % |

|  | 100 % |

|  | 37,68 % |

|  | 23,49 % |

|  | 20,41 % |

|  | 5,08 % |

|  | 4,85 % |

|  | 4,71 % |

|  | 1,30 % |

|  | 0,91 % |

|  | 0,49 % |

|  | 0,45 % |

|  | 0,39 % |

|  | 0,22 % |

|  | 85,67 % |

|  | 12,71 % |

|  | 1,62 % |

|  | 75,12 % |

|  | 100 % |

|  | 51,87 % |

|  | 34,09 % |

|  | 5,70 % |

|  | 3,30 % |

|  | 1,22 % |

|  | 1,22 % |

|  | 0,90 % |

|  | 0,76 % |

|  | 0,56 % |

|  | 0,38 % |

|  | 82,85 % |

|  | 15,75 % |

|  | 1,40 % |

|  | 81,42 % |

|  | 100 % |

|  | 72,89 % |

|  | 21,60 % |

|  | 2,92 % |

|  | 1,76 % |

|  | 0,50 % |

|  | 0,35 % |

|  | 69,20 % |

|  | 29,95 % |

|  | 0,85 % |

|  | 76,77 % |

|  | 100 % |

|  | 24,35 % |

|  | 4,16 % |

|  | 2,45 % |

|  | 2,32 % |

|  | 1,36 % |

|  | 34,64 % |

|  | 9,44 % |

|  | 7,52 % |

|  | 3,70 % |

|  | 2,74 % |

|  | 2,34 % |

|  | 2,13 % |

|  | 1,80 % |

|  | 0,84 % |

|  | 0,43 % |

|  | 30,94 % |

|  | 9,40 % |

|  | 0,47 % |

|  | 9,87 % |

|  | 9,19 % |

|  | 6,41 % |

|  | 3,27 % |

|  | 2,78 % |

|  | 0,84 % |

|  | 0,56 % |

|  | 0,55 % |

|  | 0,36 % |

|  | 0,31 % |

|  | 0,28 % |

|  | 85,56 % |

|  | 12,62 % |

|  | 1,82 % |

|  | 78,14 % |

|  | 100 % |

|  | 38,74 % |

|  | 26,51 % |

|  | 12,77 % |

|  | 7,45 % |

|  | 5,60 % |

|  | 4,50 % |

|  | 3,56 % |

|  | 0,57 % |

|  | 0,15 % |

|  | 0,14 % |

|  | 84,89 % |

|  | 12,29 % |

|  | 2,82 % |

|  | 75,67 % |

|  | 100 % |

|  | 36,69 % |

|  | 25,76 % |

|  | 22,41 % |

|  | 8,42 % |

|  | 2,05 % |

|  | 1,74 % |

|  | 1,19 % |

|  | 1,02 % |

|  | 0,73 % |

|  | 0,00 % |

|  | 0,00 % |

|  | 69,90 % |

|  | 27,67 % |

|  | 2,43 % |

|  | 76,94 % |

|  | 100 % |

|  | 33,51 % |

|  | 30,80 % |

|  | 12,16 % |

|  | 11,48 % |

|  | 6,40 % |

|  | 3,06 % |

|  | 1,49 % |

|  | 1,10 % |

|  | 81,82 % |

|  | 16,59 % |

|  | 1,58 % |

|  | 74,99 % |

|  | 100 % |

|  | 46,55 % |

|  | 40,11 % |

|  | 2,87 % |

|  | 2,74 % |

|  | 2,70 % |

|  | 1,60 % |

|  | 1,10 % |

|  | 0,47 % |

|  | 0,40 % |

|  | 0,35 % |

|  | 0,33 % |

|  | 0,30 % |

|  | 0,21 % |

|  | 0,21 % |

|  | 0,08 % |

|  | 87,17 % |

|  | 12,25 % |

|  | 0,58 % |

|  | 100 % |

|  | 47,79 % |

|  | 14,33 % |

|  | 12,75 % |

|  | 5,73 % |

|  | 5,26 % |

|  | 4,55 % |

|  | 2,74 % |

|  | 2,73 % |

|  | 1,47 % |

|  | 1,01 % |

|  | 0,96 % |

|  | 0,37 % |

|  | 0,31 % |

|  | 94,17 % |

|  | 4,56 % |

|  | 1,27 % |

|  | 72,61 % |

|  | 100 % |

|  | 68,65 % |

|  | 9,84 % |

|  | 8,56 % |

|  | 7,93 % |

|  | 4,20 % |

|  | 0,41 % |

|  | 0,40 % |

|  | 89,95 % |

|  | 9,63 % |

|  | 0,41 % |

|  | 76,87 % |

|  | 100 % |

|  | 67,86 % |

|  | 28,44 % |

|  | 1,91 % |

|  | 1,79 % |

|  | 70,92 % |

|  | 28,28 % |

|  | 0,80 % |

|  | 76,27 % |

|  | 100 % |

|  | 36,28 % |

|  | 33,67 % |

|  | 6,29 % |

|  | 5,26 % |

|  | 4,66 % |

|  | 4,41 % |

|  | 3,42 % |

|  | 1,42 % |

|  | 0,66 % |

|  | 0,54 % |

|  | 0,31 % |

|  | 0,22 % |

|  | 0,53 % |

|  | 0,52 % |

|  | 0,41 % |

|  | 0,39 % |

|  | 0,37 % |

|  | 0,31 % |

|  | 0,23 % |

|  | 0,21 % |

|  | 0,20 % |

|  | 0,19 % |

|  | 90,19 % |

|  | 9,07 % |

|  | 0,74 % |

|  | 76,95 % |

|  | 100 % |

|  | 52,39 % |

|  | 10,12 % |

|  | 9,82 % |

|  | 6,83 % |

|  | 4,96 % |

|  | 3,88 % |

|  | 2,76 % |

|  | 2,42 % |

|  | 1,88 % |

|  | 1,29 % |

|  | 1,03 % |

|  | 0,89 % |

|  | 0,50 % |

|  | 0,48 % |

|  | 0,31 % |

|  | 0,25 % |

|  | 0,19 % |

|  | 92,84 % |

|  | 6,47 % |

|  | 0,69 % |

|  | 63,48 % |

|  | 100 % |

|  | 18,93 % |

|  | 12,60 % |

|  | 10,63 % |

|  | 10,33 % |

|  | 9,02 % |

|  | 6,56 % |

|  | 5,97 % |

|  | 5,60 % |

|  | 4,47 % |

|  | 4,24 % |

|  | 3,69 % |

|  | 3,29 % |

|  | 2,50 % |

|  | 1,86 % |

|  | 79,73 % |

|  | 16,73 % |

|  | 3,54 % |

|  | 70,67 % |

|  | 100 % |

|  | 63,75 % |

|  | 16,05 % |

|  | 6,85 % |

|  | 3,74 % |

|  | 2,63 % |

|  | 1,93 % |

|  | 1,31 % |

|  | 0,78 % |

|  | 0,68 % |

|  | 0,65 % |

|  | 0,62 % |

|  | 0,45 % |

|  | 0,34 % |

|  | 0,22 % |

|  | 86,01 % |

|  | 13,33 % |

|  | 0,66 % |

|  | 76,21 % |

|  | 100 % |

1. ↑  Renunció el 11 de mayo de 2009, lo reemplaza Juan Carlos Lorges el 20 de mayo de 2009.
2. ↑  Nunca asumió, lo reemplaza Silvia Beatriz Vázquez el 10 de diciembre de 2007.
3. ↑  Asumió el 20 de mayo de 2009.
4. ↑  Falleció el 20 de septiembre de 2010, lo reemplaza Gustavo Alberto Dutto el 3 de noviembre de 2010.
5. ↑  Nunca asumió, lo reemplaza Patricia Susana Gardella el 10 de diciembre de 2007.
6. ↑  Nunca asumió, lo reemplaza Dante Gullo el 10 de diciembre de 2007.
7. ↑  Nunca asumió, lo reemplaza Nora Esther Bedano el 10 de diciembre de 2007.
8. ↑  Falleció el 14 de abril de 2010, lo reemplaza Daniel Edgardo Asef el 21 de abril de 2010.
9. ↑  Falleció el 15 de agosto de 2011, lo reemplaza Ana María Perroni el 7 de septiembre de 2011.
10. ↑  Renunció el 9 de diciembre de 2009, lo reemplaza Antonio Aníbal Alizegui el 10 de diciembre de 2009.
11. ↑  Falleció el 19 de octubre de 2010, lo reemplaza Carlos Guillermo Donkin el 10 de noviembre de 2011.
12. ↑  Renunció el 24 de noviembre de 2009, lo reemplaza Marta Beatriz Quintero el 25 de noviembre de 2009.
13. ↑  Renunció el 24 de noviembre de 2009, lo reemplaza Sergio Damián Pinto el 25 de noviembre de 2009.
14. ↑  Falleció el 11 de noviembre de 2011, no fue reemplazado.
15. ↑  Renunció el 26 de octubre de 2011, no fue reemplazado.
16. ↑  Renunció el 26 de octubre de 2011, no fue reemplazado.
17. ↑  Renunció el 21 de octubre de 2011, no fue reemplazado.
18. ↑  Falleció el 17 de junio de 2009, lo reemplaza Norah Susana Castaldo el 5 de agosto de 2009.

### Senado
- Capital Federal
- Chaco
- Entre Ríos
- Neuquén
- Río Negro
- Salta
- Santiago del Estero
- Tierra del Fuego

|  | 28,87 % |

|  | 22,17 % |

|  | 13,55 % |

|  | 6,90 % |

|  | 6,58 % |

|  | 4,28 % |

|  | 3,75 % |

|  | 2,58 % |

|  | 2,48 % |

|  | 2,24 % |

|  | 1,75 % |

|  | 1,43 % |

|  | 0,62 % |

|  | 0,40 % |

|  | 0,21 % |

|  | 0,14 % |

|  | 0,05 % |

|  | 0,40 % |

|  | 0,31 % |

|  | 0,28 % |

|  | 0,25 % |

|  | 0,24 % |

|  | 0,21 % |

|  | 0,20 % |

|  | 0,18 % |

|  | 0,14 % |

|  | 0,14 % |

|  | 0,04 % |

|  | 0,01 % |

|  | 94,23 % |

|  | 4,42 % |

|  | 1,35 % |

|  | 75,54 % |

|  | 100 % |

|  | 47,75 % |

|  | 30,73 % |

|  | 16,27 % |

|  | 3,19 % |

|  | 0,75 % |

|  | 0,50 % |

|  | 0,43 % |

|  | 0,38 % |

|  | 94,03 % |

|  | 5,45 % |

|  | 0,52 % |

|  | 72,32 % |

|  | 100 % |

|  | 47,08 % |

|  | 18,32 % |

|  | 18,21 % |

|  | 9,53 % |

|  | 1,84 % |

|  | 1,22 % |

|  | 1,08 % |

|  | 0,83 % |

|  | 0,78 % |

|  | 0,58 % |

|  | 0,44 % |

|  | 0,09 % |

|  | 92,83 % |

|  | 100 % |

|  | 36,95 % |

|  | 26,08 % |

|  | 22,13 % |

|  | 8,49 % |

|  | 1,97 % |

|  | 1,59 % |

|  | 1,14 % |

|  | 0,96 % |

|  | 0,69 % |

|  | 0,00 % |

|  | 70,10 % |

|  | 27,42 % |

|  | 2,48 % |

|  | 76,94 % |

|  | 100 % |

|  | 34,05 % |

|  | 32,97 % |

|  | 11,61 % |

|  | 9,72 % |

|  | 6,21 % |

|  | 3,02 % |

|  | 1,42 % |

|  | 1,00 % |

|  | 83,36 % |

|  | 15,03 % |

|  | 1,61 % |

|  | 74,99 % |

|  | 100 % |

|  | 47,02 % |

|  | 39,87 % |

|  | 2,79 % |

|  | 2,76 % |

|  | 2,61 % |

|  | 1,55 % |

|  | 1,09 % |

|  | 0,47 % |

|  | 0,37 % |

|  | 0,35 % |

|  | 0,32 % |

|  | 0,30 % |

|  | 0,21 % |

|  | 0,21 % |

|  | 0,08 % |

|  | 87,90 % |

|  | 11,52 % |

|  | 0,58 % |

|  | 72,22 % |

|  | 100 % |

|  | 53,26 % |

|  | 10,55 % |

|  | 9,82 % |

|  | 5,94 % |

|  | 4,82 % |

|  | 4,03 % |

|  | 2,77 % |

|  | 2,32 % |

|  | 1,82 % |

|  | 1,43 % |

|  | 1,01 % |

|  | 0,86 % |

|  | 0,50 % |

|  | 0,46 % |

|  | 0,23 % |

|  | 0,17 % |

|  | 94,71 % |

|  | 4,59 % |

|  | 0,70 % |

|  | 63,48 % |

|  | 100 % |

|  | 17,72 % |

|  | 14,84 % |

|  | 12,66 % |

|  | 10,14 % |

|  | 9,44 % |

|  | 8,69 % |

|  | 7,69 % |

|  | 5,02 % |

|  | 3,80 % |

|  | 3,11 % |

|  | 2,86 % |

|  | 2,64 % |

|  | 1,39 % |

|  | 81,79 % |

|  | 14,75 % |

|  | 3,46 % |

|  | 70,67 % |

|  | 100 % |

1. ↑  Renunció el 9 de diciembre de 2011, lo reemplaza Elsa Beatriz Ruiz Díaz el 10 de diciembre de 2011.
2. ↑  Falleció el 25 de septiembre de 2013, lo reemplaza María Noemí Sosa el 9 de octubre de 2013.
3. ↑  Nunca asumió, lo reemplaza Ana Corradi el 10 de diciembre de 2007.
4. ↑  Falleció el 7 de julio de 2011, lo reemplaza Osvaldo Ramón López el 27 de noviembre de 2011.